# Gastroxya schoutedeni
Gastroxya schoutedeni là một loài nhện trong họ Araneidae.
Loài này thuộc chi Gastroxya. Gastroxya schoutedeni được Pierre L. G. Benoit miêu tả năm 1962.